# Ханіва

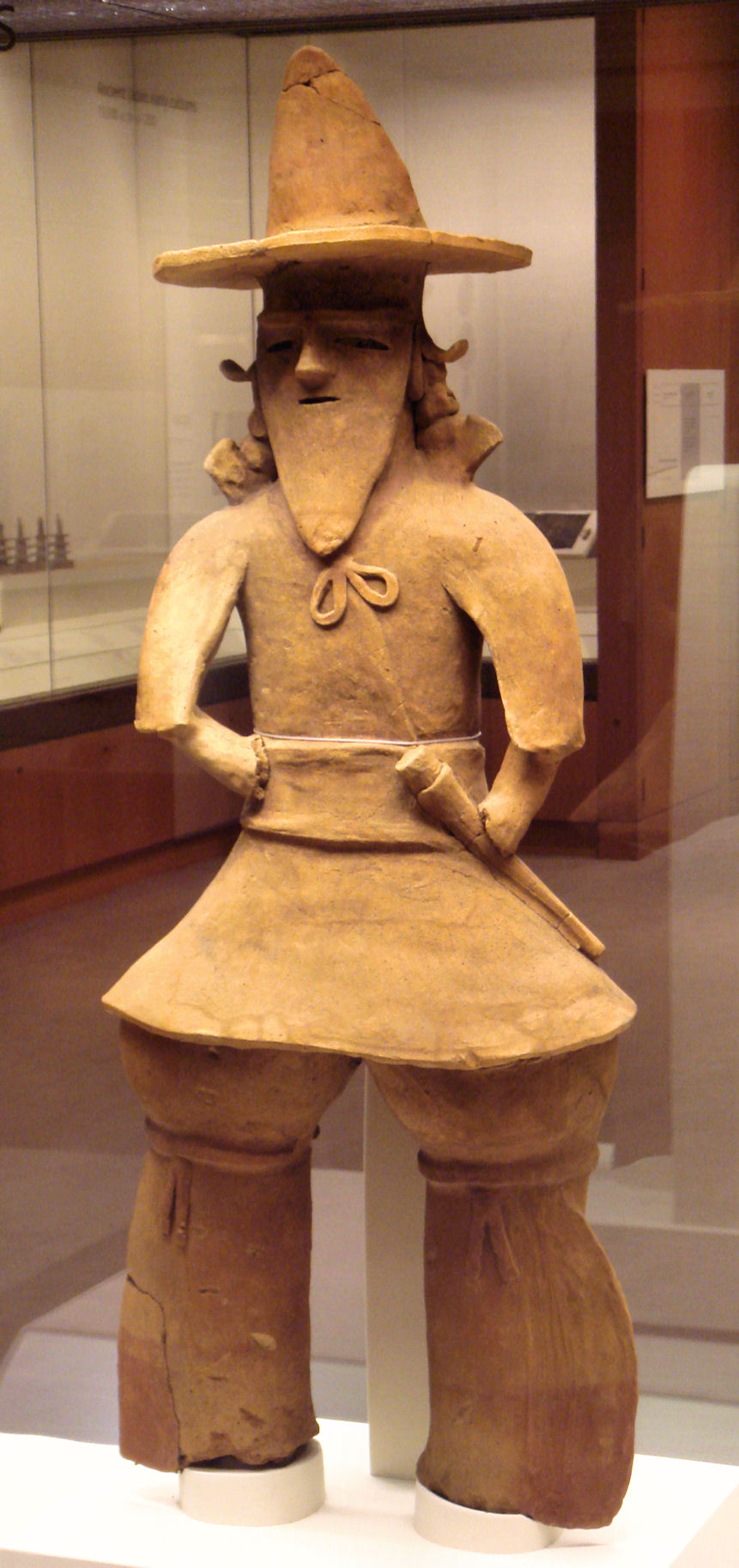
Ханіва знатного чоловіка.

Ханіва (яп. 埴輪, はにわ, «глиняне коло») — японські керамічні скульптури періоду Кофун у вигляді циліндроподібних труб, посуду, тварин і людей , що ставилися на вершинах і схилах курганів — могилах давньояпонських монархів та аристократів.

## Класифіація
Ханіва поділяються на дві великі групи:
- Циліндричні ханіва (円筒埴輪)
  - Звичайні циліндричні ханіва (筒形円筒埴輪)
  - Квіткоподібні циліндричні  ханіва (朝顔形円筒埴輪)
- Морфоподібні ханіва (形像埴輪)
  - Хатоподібні ханіва (家形形像埴輪)
  - Ханіва знарядь (器財形像埴輪)
  - Ханіва тварин (動物形像埴輪)
  - Ханіва людей (人物形像埴輪)

## Циліндричні ханіва
Циліндричні ханіва поділяються на звичайні циліндричні ханіва (筒形円筒埴輪), які являють собою циліндричну трубу, а також квіткоподібні циліндричні ханіва (朝顔形円筒埴輪), у верхній частині труби яких прикріплено глечик з широким горлом. Ці два типи є основними типами хані́в, що були поширені впродовж усього періоду Кофун, з кінця 3 до 7 століття. Звичайні циліндричні ханіва виникли на основі циліндричної турбоподібної підставки з випаленої глини, що встановлювалася на могилах в пізньому періоді Яйой, у 2 — 3 століттях, а квіткоподібні циліндричні ханіва — на основі таких самих підставок, на які клався глечик або глекоподібне знаряддя.

## Морфоподібні ханіва

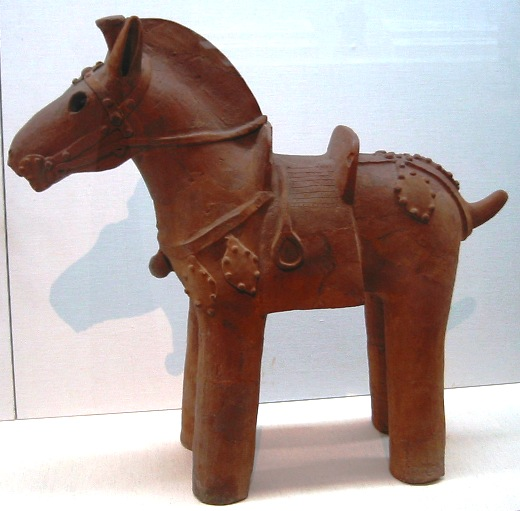
Ханіва коня у збруї.

Морфоподібні ханіва поділяються на хатоподібні ханіва (家形埴輪), ханіви знарядь (器財埴輪), ханіви тварин (動物埴輪) і ханіви людей　(人物埴輪). Усі типи виникли не одночасно, а поступово, у результаті розвитку техніки вигтовлення хані́в. 
Найстарішим типом морфоподібних хані́в були хатоподібні ханіва, які відомі з 4 століття. Вони нагадували по формі хати і будинки з глини, встановлені на циліндричні підставки. У 2-й половині 4 століття з'явилися ханіви знарядь — шоломів, щитів і обладунків, а також ханіва у формі птахів. У 5 столітті розвиток отримали ханіви тварин, особливо коней, і людей. 
У 6 столітті в регіоні Кінкі виробництво і використання хані́в прийшло до занепаду, однак знайшло своє продовження в регіоні Канто до 7 століття. Особливо регіональні морфоподібні ханіва пізньої доби відрізняються якістю виготовлення і мистецькою цінністю. 
Виробництво хані́в базувалося на техніці обробки глини періоду Яйой та техніці виготовлення кераміки хадзікі. Проте з 5 століття, завдяки поширенню техніки виробництва кераміки суекі з'явилися ханіва зроблені за цим новим методом.

## Використання
В японській хроніці «Ніхон сьокі» винайдення ханіва приписується Імператору Суйніну, який замінив ними жертвоприношення людей і тварин. Однак ця легенда ставиться більшістю японських науковців під сумнів. У історіографії 2-й половині 20 століття засновником ханіва вважався рід гочарів Хадзі (土師氏), вихідців з материка. 
Ханіва використовувалися на могилах і курганах померлих давньояпонських монархів і знаті. Скульптури встановлювалися по колу на вершині кургану, а також у декілька рядів на його схилах. Вони визначали священний простір потойбічного світу, куди простим смертним було заборонено заходити. Хатоподібні ханіва служили тимчасовим пристанищем покійного, зброя і знаряддя відлякували злих духів, тварини і люди символізували прижиттєві обряди і управління покійного.